# Ета Андромеди
Ета Андромеди (η Андромеди) — спектроскопічна подвійна зірка в сузір’ї Андромеди. Складається з двох субгігантів або гігантів типу G, що обертаються одна проти одної з періодом 115,7 дня, і мають загальну видиму зоряна величину приблизно 4,403.

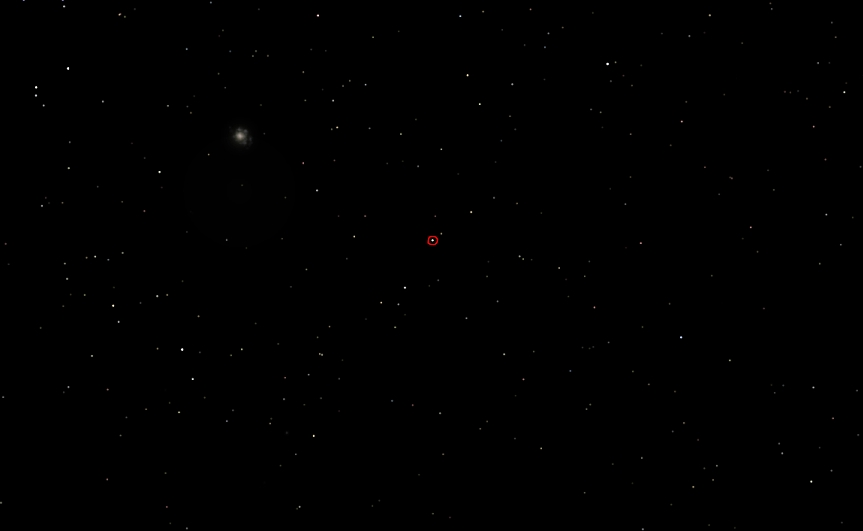
Система Ета Андромеди, як видно з орбіти Землі, M 33 на задньому плані